# Santa Teresa d'Avila
Santa Teresa d'Avila, även benämnd Santa Teresa al Corso d'Italia, är en titelkyrka och mindre basilika i Rom, helgad åt den heliga Teresa av Ávila, karmelitnunna och kyrkolärare. Kyrkan är belägen vid Corso d'Italia i quartiere Pinciano och tillhör församlingen Santa Teresa d'Avila.

## Historia
Kyrkan uppfördes åren 1901–1902 i nyromansk stil efter ritningar av arkitekten Tullio Passarelli. Den första stenen lades den 1 januari 1901 av kardinal Girolamo Maria Gotti och kyrkan konsekrerades den 20 april året därpå. Kyrkan är belägen i närheten av den plats där Cyriacus, Largus och Smaragdus led martyrdöden under kejsar Diocletianus kristendomsförföljelser i början av 300-talet.
Fasaden har en portalbyggnad med kolonner; denna har en lynett med en högrelief vilken framställer Jesus Kristus välsignande Teresa av Ávila. Ovanför portalen ses en loggia och därovan ett rosettfönster. Fasaden kröns av en huvudgesims med rundbågar, vilka vilar på kragstenar. Kyrkans kampanil är 40 meter hög.
Interiören är treskeppig med rund absid. Högaltaret har en skulptur föreställande den heliga Teresa. Det polykroma antependiet i marmor härstammar från den år 1932 rivna kyrkan Santa Maria in Macello Martyrum.

## Titelkyrka
Santa Teresa al Corso d'Italia stiftades som titelkyrka av påve Johannes XXIII år 1962.
Kardinalpräster
- Giovanni Panico: 1962
- Joseph-Marie Martin: 1965–1976
- László Lékai: 1976–1986
- László Paskai: 1988–2015
- Maurice Piat: 2016–

## Bilder
| - Kyrkans kampanil. |